# Para amarnos más
Para amarnos más es una balada interpretada por el cantautor mexicano Manuel Mijares, lanzada oficialmente por la discográfica EMI Capitol México como el sencillo principal de su cuarto álbum titulado Un hombre discreto.
El tema fue compuesto y escrito por Adrián Possé junto con Carlos Nilson; y publicada bajo el sello discográfico EMI Capitol Music a mediados del mes de octubre del año 1989.

## Antecedentes
La canción se convirtió en un éxito del álbum en algunos países de Latinoamérica y México de igual forma. Tanto la canción como el vídeo catapultaron las ventas del álbum y sonaron por muchas semanas en la radio y televisión.
Ha estado en varios discos de grandes éxitos y versiones de sus canciones más recopilatorios y otros álbumes en vivo del propio cantante.

## Versiones
En el reality de canto mexicano Cantando por un sueño, la participante Greys Hernández junto con el comediante, cantante y actor Omar Chaparro cantaron esta canción en el segundo capítulo de este dicho programa. 
También es versionada por otros artistas como el puertorriqueño Jerry Rivera, la argentina Laura Miller y el chileno Gabriel Cañas, entre muchos otros. 
En Youtube, muchos cantantes también versionaron esta canción con diferentes estilos.

## Lista de canciones

### CD - Promo[7]
| Para amarnos más— Single |                    |          |  |
| N.º                      | Título             | Duración |  |
| 1.                       | «Para amarnos más» | 4:30     |  |

## Posiciones en las listas
| Listas                                    | Posición |
| ----------------------------------------- | -------- |
| Estados Unidos Billboard Hot Latin Tracks | 62       |
| México (Top 100)                          | 2        |